# Nabia Abbott
Nabia Abbott (31 de enero de 1897 – 15 de octubre de 1981) fue una académica estadounidense del Islam, papiróloga y paleógrafa. Fue la primera mujer profesora en el Instituto Oriental de la Universidad de Chicago. Obtuvo reconocimiento internacional por sus investigaciones sobre el surgimiento de la escritura árabe y los documentos más antiguos del islam. También fue pionera en el estudio de las mujeres musulmanas tempranas. Especialmente destacada fue su biografía de Aisha, una de las esposas del profeta Mahoma.

## Biografía
Nabia Abbott nació el 31 de enero de 1897 en Mardin, Imperio otomano. Su padre fue un comerciante cristiano cuyas actividades llevaron a su familia primero a Mosul, luego a Bagdad y finalmente a Bombay. Allí asistió a diversas escuelas de lengua inglesa. En 1919 completó sus estudios de grado con honores en el Isabella Thoburn College de Lucknow.
Tras su graduación, Nabia regresó por un corto tiempo a Irak, donde trabajó en la educación de mujeres. La política y orientalista Gertrude Bell le brindó su amistad y apoyó sus investigaciones.
En 1923, Abbott se mudó con su familia a Estados Unidos y recibió una maestría en 1925 de la Universidad de Boston. De 1925 a 1933 enseñó historia en el Asbury College en Wilmore, Kentucky, donde llegó a jefa del Departamento de Historia. En 1933 se incorporó al Instituto Oriental de la Universidad de Chicago para iniciar sus estudios doctorales bajo la dirección de Martin Sprengling. Se convirtió en profesora de Estudios Islámicos en el Instituto Oriental en 1949. Tras su jubilación en 1963, pasó a ser profesora emérita.
Nabia Abbott murió en Chicago el 15 de octubre de 1981.

## Investigación

### Papirología
La especialidad de Nabia Abbott fueron los estudios árabes e islámicos. El Instituto Oriental poseía una amplia colección de papiros y documentos tempranos del islam en papel y pergamino. Abbott publicó estos documentos y contribuyó a ampliar la colección del Instituto.

### Las mil y una noches
En la Historia de España bajo los musulmanes de al-Maqqarí hay una referencia a la existencia de una obra del siglo XII titulada Las mil y una noches. Abbott señala esto en su documentación sobre la evolución temprana de los relatos. Entre otras conclusiones, mostró que Las mil y una noches toma el relato marco (alrededor del cual se acumulan historias arabizadas y originales árabes) de Hezar Afsaneh, una colección indo-persa de cuentos.
Abbott publicó en 1949 un ensayo sobre un fragmento del siglo IX de Las mil y una noches, que contiene el título y la primera página de la obra. Demostró su utilidad para aclarar la paleografía árabe temprana, así como el desarrollo de los primeros libros islámicos en papel. Probó que era casi un siglo más antiguo que las referencias más tempranas conocidas a Las mil y una noches y estableció una cronología de su evolución que se ha mantenido válida desde entonces.

### Hadices
Las primeras generaciones de estudiosos occidentales del islam, en particular Ignác Goldziher y Joseph Schacht, introdujeron un escepticismo respecto de la tradición de los hadices, que —como acciones o costumbres de Mahoma— supuestamente constituía la base del derecho islámico. Sostuvieron que estos se originaron, en cambio, en los primeros siglos del islam (por tanto, no contemporáneos de Mahoma), y que fueron intentos de imponer autoridad sobre un fundamento jurídico ya establecido. De hecho, los hadices se habían considerado tradicionalmente de mayor peso que las opiniones de los sucesores o compañeros de Mahoma y, con el tiempo, el deseo de promover ciertas leyes sobre otras resultó en la atribución de argumentos de los sucesores a los compañeros y de las opiniones de los compañeros al propio Mahoma. Nabia Abbott, por su parte, argumentó que el hadiz fue una práctica original en el islam, conservada por escrito hasta que ingresó en los libros canónicos. En respuesta a la cuestión de la indisponibilidad de esos manuscritos tempranos, culpó al califa Umar, quien ordenó la destrucción de tales escritos para evitar un desarrollo paralelo de literatura sagrada que pudiera competir con el Corán. Tras su muerte, sin embargo, los hadices restantes, compilados por algunos de los compañeros de Mahoma, formaron la base de las colecciones posteriores.

## Obras seleccionadas

### Artículos
- Abbott, Nabia (1977). «Wahb B. Munabbih: A Review Article». Journal of Near Eastern Studies 36 (2): 103-112. S2CID 162209400. doi:10.1086/372551.
- Abbott, Nabia (julio de 1949). «A Ninth-Century Fragment of the ″Thousand Nights″: New Light on the Early History of the Arabian Nights». Journal of Near Eastern Studies VIII (3): 129. S2CID 162013745. doi:10.1086/370926.
- Abbott, Nabia (1942). «Women and the State in Early Islam». Journal of Near Eastern Studies 1 (3): 341-368. S2CID 222442262. doi:10.1086/370650.
- Abbott, Nabia (1941). «Arabic Paleography». Ars Islamica 8: 65-104. JSTOR 4515583.
- Abbott, Nabia (1941). «Pre-Islamic Arab Queens». The American Journal of Semitic Languages and Literatures 58: 1-22. S2CID 170870845. doi:10.1086/370586.
- Abbott, Nabia (1939). «The Contribution of Ibn Muklah to the North-Arabic Script». The American Journal of Semitic Languages and Literatures 56: 70-83. S2CID 170562180. doi:10.1086/370527.
- Abbott, Nabia (1939). «The Rise of the North Arabic Script and its Kur'anic Development, with a Full Description of the Kur'an Manuscripts in the Oriental Institute». The University of Chicago Oriental Institute Publications (University of Chicago) 1.
- Abbott, Nabia (1937). «The Monasteries of the Fayyum». The American Journal of Semitic Languages (University of Chicago).

### Libros
- Abbott, Nabia (1972). Studies in Arabic Literary Papyri III: Language and Literature. The University of Chicago Oriental Institute Publications LXXVII. University of Chicago.
- Abbott, Nabia (1967). Studies in Arabic Literary Papyri II: Qur'ānic Commentary and Tradition. The University of Chicago Oriental Institute Publications LXXVI. University of Chicago.
- Abbott, Nabia (1957). Studies in Arabic Literary Papyri I: Historical Texts. The University of Chicago Oriental Institute Publications LXXV. University of Chicago.
- Abbott, Nabia (1946). Two Queens of Baghdad: Mother and Wife of Hārūn al-Rashīd. University of Chicago.
- Abbott, Nabia (1942). Aishah: The Beloved of Mohammed. University of Chicago.
- Abbott, Nabia (1939). The Rise of the North Arabic Script and its Ḳur'ānic Development, with a Full Description of the Ḳur'ān Manuscripts in the Oriental Institute. The University of Chicago Oriental Institute Publications L. University of Chicago.
- Abbott, Nabia (1938). The Kurrah Papyri from Aphrodito in the Oriental Institute (Tesis de PhD). University of Chicago.